# Zilveren Beer voor beste regisseur
De Zilveren Beer voor beste regisseur is een filmprijs die jaarlijks wordt uitgereikt op het Internationaal filmfestival van Berlijn. De prijs bekroont sinds 1955 de beste regisseur die deelnam aan het filmfestival. Van 1969 tot 1974 werd de prijs niet uitgereikt, op uitzondering van 1972. En ook in 1981 was er geen winnaar. Regisseur Mario Monicelli is recordhouder. Hij won de prijs drie keer.

## Winnaars
| Jaar | Winnaar                              | Film                                          |
| ---- | ------------------------------------ | --------------------------------------------- |
| 1955 | Otto Preminger                       | Carmen Jones                                  |
| 1956 | Robert Aldrich                       | Autumn Leaves                                 |
| 1957 | Mario Monicelli                      | Padri e figli                                 |
| 1958 | Tadashi Imai                         | Jun'ai monogatari                             |
| 1959 | Akira Kurosawa                       | The Hidden Fortress                           |
| 1960 | Jean-Luc Godard                      | À bout de souffle                             |
| 1961 | Bernhard Wicki                       | Das Wunder des Malachias                      |
| 1962 | Francesco Rosi                       | Salvatore Giuliano                            |
| 1963 | Nikos Koundouros                     | Mikres Aphrodites                             |
| 1964 | Satyajit Ray                         | Mahanagar                                     |
| 1965 | Satyajit Ray                         | Charulata                                     |
| 1966 | Carlos Saura                         | La caza                                       |
| 1967 | Živojin Pavlović                     | Budjenje pacova                               |
| 1968 | Carlos Saura                         | Peppermint Frappé                             |
| 1972 | Jean-Pierre Blanc                    | La Vieille Fille                              |
| 1975 | Sergei Solovyov                      | Sto dney posle detstva                        |
| 1976 | Mario Monicelli                      | Caro Michele                                  |
| 1977 | Manuel Gutiérrez Aragón              | Camada Negra                                  |
| 1978 | Georgi Djulgerov                     | Advantage                                     |
| 1979 | Astrid Henning-Jensen                | Vinterborn                                    |
| 1980 | István Szabó                         | Bizalom                                       |
| 1982 | Mario Monicelli                      | Il Marchese del Grillo                        |
| 1983 | Éric Rohmer                          | Pauline à la plage                            |
| 1984 | Ettore Scola                         | Le Bal                                        |
| 1985 | Robert Benton                        | Places in the Heart                           |
| 1986 | Georgi Schengelaja                   | Achalgasrda kompositoris mogsauroba           |
| 1987 | Oliver Stone                         | Platoon                                       |
| 1988 | Norman Jewison                       | Moonstruck                                    |
| 1989 | Dušan Hanák                          | Ja milujem, ty miluješ                        |
| 1990 | Michael Verhoeven                    | Das schreckliche Mädchen                      |
| 1991 | Jonathan Demme                       | The Silence of the Lambs                      |
| 1991 | Ricky Tognazzi                       | Ultrá                                         |
| 1992 | Jan Troell                           | Il Capitano                                   |
| 1993 | Andrew Birkin                        | The Cement Garden                             |
| 1994 | Krzysztof Kieslowski                 | Trzy kolory: Bialy                            |
| 1995 | Richard Linklater                    | Before Sunrise                                |
| 1996 | Yim Ho                               | Tai yang you er                               |
| 1996 | Richard Loncraine                    | Richard III                                   |
| 1997 | Eric Heumann                         | Port Djema                                    |
| 1998 | Neil Jordan                          | The Butcher Boy                               |
| 1999 | Stephen Frears                       | The Hi-Lo Country                             |
| 2000 | Miloš Forman                         | Man on the Moon                               |
| 2001 | Lin Cheng-Sheng                      | Ai ni ai wo                                   |
| 2002 | Otar Iosseliani                      | Lundi Matin                                   |
| 2003 | Patrice Chéreau                      | Son frère                                     |
| 2004 | Kim Ki-Duk                           | Samaria                                       |
| 2005 | Marc Rothemund                       | Sophie Scholl - die letzten Tage              |
| 2006 | Michael Winterbottom, Mat Whitecross | The Road to Guantánamo                        |
| 2007 | Joseph Cedar                         | Beaufort                                      |
| 2008 | Paul Thomas Anderson                 | There Will Be Blood                           |
| 2009 | Asghar Farhadi                       | About Elly                                    |
| 2010 | Roman Polański                       | The Ghost Writer                              |
| 2011 | Ulrich Köhler                        | Sleeping Sickness                             |
| 2012 | Christian Petzold                    | Barbara                                       |
| 2013 | David Gordon Green                   | Prince Avalanche                              |
| 2014 | Richard Linklater                    | Boyhood                                       |
| 2015 | Radu Jude                            | Aferim!                                       |
| 2016 | Mia Hansen-Løve                      | L'Avenir                                      |
| 2017 | Aki Kaurismäki                       | Toivon tuolla puolen (The Other Side of Hope) |
| 2018 | Wes Anderson                         | Isle of Dogs                                  |
| 2019 | Angela Schanelec                     | Ich war zuhause, aber                         |
| 2020 | Hong Sang-soo                        | Domangchin yeoja (The Woman Who Ran)          |
| 2021 | Dénes Nagy                           | Természetes fény (Natural Light)              |
| 2022 | Claire Denis                         | Avec amour et acharnement                     |
| 2023 | Philippe Garrel                      | Le Grand Chariot                              |
| 2024 | Nelson Carlos De Los Santos Arias    | Pepe                                          |
| 2025 | Huo Meng                             | Sheng xi zhi di (Living the Land)             |